# Thomas Davis (scrittore)
Thomas Osborne Davis (Mallow, 14 ottobre 1814 – Dublino, 16 settembre 1845) è stato uno scrittore, poeta e giornalista irlandese.
Fondatore della Giovane Irlanda, nel 1842 divenne direttore e fondatore della rivista La Nazione. Fu autore di commoventi liriche e di una raccolta di Essays.